# Max Strus
Max Strus (Hickory Hills, 28 de março de 1996) é um jogador norte-americano de basquete profissional que atualmente joga no Cleveland Cavaliers da National Basketball Association (NBA).
Ele jogou basquete universitário na Universidade Lewis e na Universidade DePaul.

## Início da vida e carreira no ensino médio
Strus nasceu em Hickory Hills e estudou na Amos Alonzo Stagg High School, onde foi membro dos times de beisebol e basquete.
Embora ele tenha entrado em seu segundo ano com 1,75 m, ele teve um surto de crescimento tardio e tinha 1,82 m no final do ensino médio.
Em sua última temporada, Strus teve médias de 19 pontos e nove rebotes e foi nomeado o Jogador do Ano da Área pelo The Reporter. Depois de ter recebido apenas uma oferta da Divisão I da NCAA (Universidade Estadual de Chicago), Strus se comprometeu a jogar na Universidade Lewis da Divisão II da NCAA, onde seu irmão mais velho Marty havia jogado.

## Carreira universitária

### Lewis
Strus começou sua carreira universitária na Universidade Lewis. Como calouro, ele foi titular em todos os 31 jogos e teve médias de 13,3 pontos e 5,3 rebotes, sendo nomeado para a Segunda-Equipe da Great Lakes Valley Conference (GLVC). 
Em seu segundo ano, Strus teve médias de 20,2 pontos, 8,4 rebotes e 3,5 assistências - todos recordes da equipe - e foi nomeado para a Primeira-Equipe da GLVC.  Ele também bateu recordes da universidade com 167 lances livres feitos, 666 pontos marcados em uma única temporada e mais pontos marcados em um jogo com 52 contra Northwood University em 24 de novembro de 2015.
Após a temporada, Strus anunciou que deixaria o programa para jogar em uma universidade da primeira divisão. Ele marcou 1.078 pontos em suas duas temporadas em Lewis.

### DePaul
Strus foi transferido para a Universidade DePaul nas duas últimas temporadas de sua elegibilidade após considerar as ofertas de Butler, Louisville, Oregon e Xavier. Depois de ficar de fora por uma temporada devido às regras de transferência da NCAA, Strus começou a temporada como titular e liderou a equipe com 16,8 pontos e 81 cestas de três pontos marcados (o segundo maior número na história da universidade). Ele atingiu dois dígitos na pontuação em 26 dos 31 jogos que disputou. Ele se declarou para o draft da NBA de 2018, mas voltou à universidade para sua última temporada.
Em sua última temporada, Strus teve médias de 20,1 pontos, 5,9 rebotes e 2,2 assistências e foi nomeado para a Segunda-Equipe da Big East Conference. Ele se tornou apenas o segundo jogador da Universidade DePaul a marcar 700 pontos em uma temporada, o primeiro foi Mark Aguirre com 705 pontos. Ele estabeleceu recordes em DePaul de mais arremessos de três pontos feitos (311) e acertados (113) em uma temporada. Em duas temporadas, Strus marcou 1.226 pontos (29º na história da universidade), 554 tentativas de três pontos (segundo) e 194 cestas de três pontos (terceiro).

## Carreira profissional

### Chicago Bulls (2019–2020)
Depois de não ter sido selecionado no draft da NBA de 2019, Strus foi chamado pelo Boston Celtics para participar da Summer League. Ele teve média de 9,8 pontos e acertou 45% das cestas de três. Em 22 de julho de 2019, Strus assinou um contrato de mão dupla com a equipe. Em 13 de outubro de 2019, os Celtics anunciaram que tinha assinado um contrato padrão da NBA com Strus, a fim de assinar com Tacko Fall para uma das duas vagas de mão dupla do time. A mudança colocou Strus em competição direta com Javonte Green pela vaga final no elenco dos Celtics. Ele acabou sendo cortado um pouco antes do início da temporada regular.
Depois de ser dispensado pelo Celtics, Strus assinou um contrato de mão dupla com o Chicago Bulls em 22 de outubro de 2019. Ele fez sua estreia na NBA em 22 de novembro de 2019 contra o Miami Heat, jogando os cinco minutos finais de uma derrota por 116-108 e marcando cinco pontos. Em 23 de dezembro de 2019, os Bulls anunciaram que Strus sofreu uma ruptura do ligamento cruzado anterior e uma contusão óssea no joelho esquerdo em um jogo do Windy City Bulls na G-League. Strus encerrou sua temporada de estreia com cinco pontos marcados em dois jogos da NBA e uma média de 18,2 pontos, 5,8 rebotes e 3,2 assistências em 13 jogos da G-League.

### Miami Heat (2020–2022)
Em 30 de novembro de 2020, Strus assinou um contrato para participar dos treinos de pré-temporada do Miami Heat. O Heat converteu seu contrato em um contrato de mão dupla em 19 de dezembro de 2020. Em 11 de fevereiro de 2021, ele entrou em um jogo contra o Houston Rockets e marcou 21 pontos.
Em 1º de agosto de 2021, Strus ingressou no Heat para a Summer League e cinco dias depois, ele assinou um contrato de dois anos e US $ 3,5 milhões para permanecer no Miami Heat.

### Cleveland Cavaliers (2023–Presente)

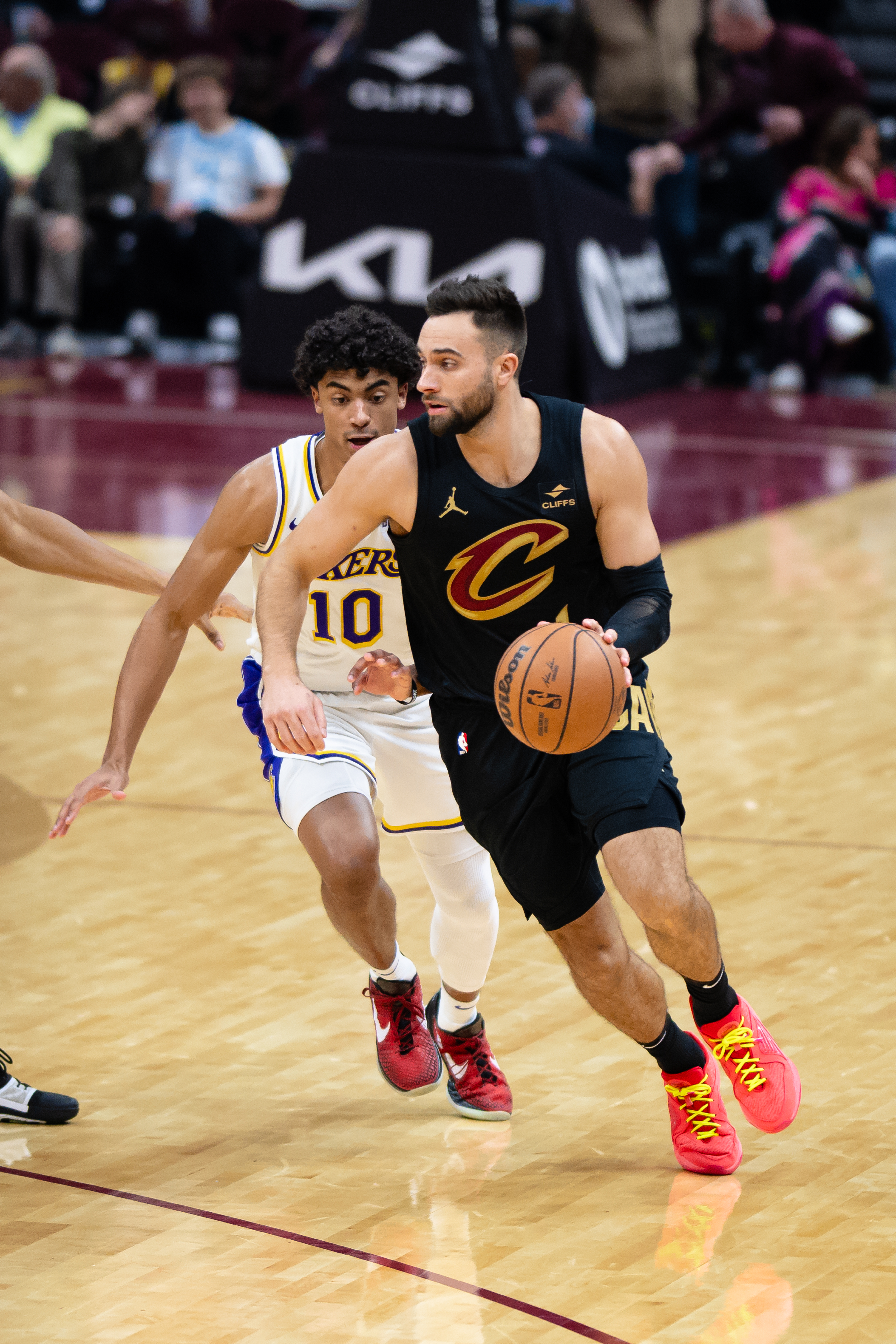
Strus com os Cavaliers em 2023

Em 6 de julho de 2023, Strus assinou um contrato de 4 anos e US$63 milhões com o Cleveland Cavaliers.
Em 25 de outubro de 2023, Strus fez sua estreia pelos Cavaliers, marcando 27 pontos com sete arremessos de três pontos convertidos e 12 rebotes em uma vitória por 114-113 sobre o Brooklyn Nets. Seus sete arremessos de três pontos foram o recorde de um jogador em sua estreia na história dos Cavaliers.
Em 27 de fevereiro de 2024, Strus marcou 21 pontos em uma vitória por 121-119 contra o Dallas Mavericks. No espaço de 67 segundos no final do quarto quarto, Strus converteu cinco arremessos de três pontos, incluindo um arremesso no estouro do cronômetro. Ele se tornou o quarto jogador nos últimos 25 anos a converter cinco arremessos de três pontos nos últimos quatro minutos de uma partida.

## Estatísticas da carreira

### NBA

#### Temporada regular
| Ano      | Equipe    | PJ  | PT  | MPJ  | AP   | 3P   | LL    | RT  | AS  | BR | TO | PPJ  |
| -------- | --------- | --- | --- | ---- | ---- | ---- | ----- | --- | --- | -- | -- | ---- |
| 2019–20  | Chicago   | 2   | 0   | 3.0  | .667 | .000 | 1.000 | .5  | .0  | .0 | .0 | 2.5  |
| 2020–21  | Miami     | 39  | 0   | 13.0 | .455 | .338 | .667  | 1.1 | .6  | .3 | .1 | 6.1  |
| 2021–22  | Miami     | 68  | 16  | 23.3 | .441 | .410 | .792  | 3.0 | 1.4 | .4 | .2 | 10.6 |
| 2022–23  | Miami     | 80  | 33  | 28.4 | .410 | .350 | .876  | 3.2 | 2.1 | .5 | .2 | 11.5 |
| 2023–24  | Cleveland | 70  | 70  | 32.0 | .418 | .351 | .794  | 4.8 | 4.0 | .9 | .4 | 12.2 |
| Carreira | Carreira  | 259 | 119 | 19.9 | .478 | .289 | .825  | 2.5 | 1.6 | .4 | .1 | 8.5  |

#### Play-In
| Ano  | Equipe | PJ | PT | MPJ  | AP   | 3P   | LL    | RT  | AS | BR | TO | PPJ  |
| ---- | ------ | -- | -- | ---- | ---- | ---- | ----- | --- | -- | -- | -- | ---- |
| 2023 | Miami  | 2  | 2  | 30.0 | .429 | .471 | 1.000 | 5.5 | .5 | .5 | .0 | 17.0 |

#### Playoffs
| Ano      | Equipe   | PJ | PT | MPJ  | AP   | 3P   | LL   | RT  | AS  | BR | TO | PPJ  |
| -------- | -------- | -- | -- | ---- | ---- | ---- | ---- | --- | --- | -- | -- | ---- |
| 2021     | Miami    | 2  | 0  | 3.0  | .000 | —    | —    | .0  | .0  | .0 | .0 | .0   |
| 2022     | Miami    | 18 | 18 | 29.1 | .374 | .331 | .722 | 4.1 | 2.1 | .8 | .4 | 10.9 |
| 2023     | Miami    | 23 | 23 | 28.1 | .402 | .319 | .800 | 3.6 | 1.4 | .3 | .3 | 9.3  |
| Carreira | Carreira | 43 | 41 | 20.0 | .258 | .325 | .761 | 2.5 | 1.1 | .3 | .2 | 6.7  |

### Universitário
| Ano      | Equipe   | PJ  | PT  | MPJ  | AP   | 3P   | LL   | RT  | AS  | BR  | TO | PPJ  |
| -------- | -------- | --- | --- | ---- | ---- | ---- | ---- | --- | --- | --- | -- | ---- |
| 2014–15  | Lewis    | 31  | 31  | 28.8 | .521 | .352 | .773 | 5.3 | 2.2 | 1.5 | .8 | 13.3 |
| 2015–16  | Lewis    | 33  | 33  | 36.2 | .455 | .360 | .823 | 8.4 | 3.5 | 1.2 | .8 | 20.2 |
| 2017–18  | DePaul   | 31  | 31  | 35.6 | .408 | .333 | .803 | 5.7 | 2.7 | 1.3 | .5 | 16.8 |
| 2018–19  | DePaul   | 35  | 35  | 37.4 | .429 | .363 | .842 | 5.9 | 2.2 | .9  | .5 | 20.1 |
| Carreira | Carreira | 130 | 130 | 34.5 | .453 | .352 | .810 | 6.3 | 2.6 | 1.2 | .6 | 17.6 |

Fonte:

## Vida pessoal
O pai de Strus, John, jogava beisebol como arremessador em Eastern Illinois e sua mãe, Debra, jogava basquete e vôlei na Universidade DePaul e foi indicado para o Hall da Fama Atlética da universidade em 2000. Seu irmão mais velho, Marty, também jogou basquete na Universidade Lewis e atualmente é o técnico principal da Stagg High School. Ele também tem uma irmã mais velha, Maggie, que jogou vôlei na Universidade de Illinois em Chicago e atualmente é treinadora assistente de vôlei na Universidade DePaul.